# San Eustaquio (Lucas Cranach)
San Eustaquio es un pintura al óleo sobre tabla (86,5 cm x 32,5 cm) de Lucas Cranach el Viejo, datada aproximadamente en 1515 y conservada en el Museo Liechtenstein de Viena. 

## Historia y descripción
La obra pertenece a la primera fase de la carrera del artista, antes de la Reforma luterana. San Eustaquio se representa generalmente como un caballero que durante una cacería, según la leyenda contempló un crucifijo entre los cuernos de un ciervo que iba a abatir, decidiendo convertirse al Cristianismo. 
El santo, representado devotamente de rodillas en la mitad inferior de la obra, está vestido como un noble alemán de la época, a la última moda. El caballo  y los perros de caza, que se disponen en poses sinuosas, elegantemente trazadas en una línea de contorno que dibuja curvas elegantes, remiten a la tradición tardogótica, nunca del todo abandonada en Alemania. En lo alto del barranco, aparece la visión del ciervo con el crucifijo, entre arbustos que simbolizan el bosque. Efectivo es el recurso de hacer resaltar el hocico y cornamenta del animal contra el cielo azul, en un vivo contraste visual. A la izquierda en cambio se despliega un amplio paisaje, motivo típico de los pintores de la escuela danubiana, realizado de manera evocadora y vibrante, que llega a robar la escena a los protagonistas.